# Хетеровегетативно размножавање
Хетеровегетативно размножавање је облик вегетативног размножавања код кога се биљка развија на корену друге индивидуе. Оно се заснива на особини биљних организама да међусобно срастају, за разлику од аутовегетативног размножавања у чијој основи је реституција, односно регенерација. Хетеровегетативно размножавање је у ствари калемљење, а синоними су и ксеновегетативно размножавање (ξενος - стран, туђ) и трансплантација - (лат. trans - са једне на другу страну и plantaria - садница) пресађивање и срашћивање дела једног организма (пупољка, гранчице) на исти или сродан, при чему чине целину; наши архаични називи за калемљење су присађивање, навртање и каламљење, док се за племку употребљавају и изрази калем, цеп, вијока или навртак.
У зависности од сродности подлоге и племке разликују се ауто-, хомео- и хетеро-пластична трансплатација. Аутопластична је када и подлога и племка припадају истој индивидуи; хомеопластична када подлога и племка припадају истој врсти; а хетеропластична трансплантација је када подлога и племка припадају различитим врстама.

## Етимологија
Назив је настао од грчког ετερος -различит, други, због различитости корена и надземног дела. Док се код аутовегетативних метода биљка развија на сопственом корену (αυτος- сопствени), код калемљења племка (epibiont), део који се пресађује, усваја коренов систем подлоге (hipobiont) и развија се на њему. 

## Подела
Хетеровегетативно размножавање може да се подели на три групе метода: копулирање, окулирање и аблактацију. Свака од ових група има по неколико различитих варијанти.
- Обично спајање, отпорни клон бреста на генеративној подлози.
- Бочно спајање, Cedrus atlantica 'Pendula' на генеративној подлози атласког кедра.
- Бочно спајање, Picea pungens 'Hoopsii' на генеративној подлози европске смрче.
- Окулирање клона 'Panonia' ране липе.
- Аблактација мимозе.

Копулирање обухвата методе калемљења код којих је племка гранчица, део једногодишњег изданка са 3-5 пупољака. Окулирање представља групу метода где је племка један пупољак (окце) са мањим или већим делом (штитом) коре и дрвета (или само коре). Аблактација, која се још назива и калемљење приљубљивањем, представља пандан постризогеним методама аутовегетативног размножавања, јер се племка спаја са подлогом док је на сопственом корену, а веза се прекида тек после срастања подлоге и племке. Племка је у моменту спајања читава биљка.